# Antoine de Crisafy
Antoine de Crisafy, mort en mai 1709, était un officier dans les troupes coloniales de la Nouvelle-France. Il a servi comme gouverneur de Trois-Rivières de 1703 à 1709. 

## Biographie
Fils de Mathieu de Crisafi et Françoise de Grimaldi, il est né à Messine en Sicile. Don Antonio Crisafi et son frère Thomas, qui avait une bonne expérience militaire comme il était devenu chevalier de Malte en 1670, ont pris part à une révolte contre l'Espagne en Sicile. 
La ville importante de Messine avait à cette époque (1674-1678) environ 100 000 habitants et est un port dynamique avec une position stratégique dans la mer Méditerranée. Le Sénat de Messine a décidé de se révolter contre l'Espagne, les frères Crisafi étaient parmi les chefs militaires qui organisent la défense. 
En 1675, Messine a obtenu le soutien militaire de la France qui était en guerre contre l'Espagne, et les frères Crisafi continuèrent à se battre sous les ordres du duc de Vivonne, le commandant des troupes françaises et un noble qui était très proche du roi Louis XIV. Messina a été en mesure de résister contre l'Espagne et la flotte française a été en mesure de gagner des batailles navales importantes contre la flotte combinée de l'Espagne et la Hollande. Mais, en 1678, Louis XIV a conclu la paix de Nimègue et Messine a été abandonnée dans les mains des Espagnols. 
Antoine et Thomas Crisafy, comme beaucoup de nobles de Messine, ont dû fuir en France, laissant leurs biens derrière. Depuis ce temps, ils ont changé leur nom en Crisafy, selon la prononciation française. Probablement grâce à leur connexion avec le duc de Vivonne, ils ont été reçus à Versailles et ont obtenu une petite pension du Roi Soleil. Ils ont finalement été accusés d'un complot contre la France et ont été emprisonnés pendant une courte période à la Bastille, à Paris, avant d'être libérés car ils ont été jugés innocents. Puis, en avril 1684, Louis XIV décide de les nommer capitaines au sein de la compagnie des sept qui a été envoyé en Nouvelle-France cette année. Malgré leur difficulté d'adaptation au climat froid du Canada, ils étaient parmi les officiers les plus braves et valeureux au Canada comme il est confirmé dans plusieurs lettres envoyées par les gouverneurs de la Nouvelle-France à Versailles. En Canada, les Crisafy auront la chance de rencontrer Henry de Tonty, l'officier d'origines italiennes qui est lie a Cavelier de la Salle dans l'exploration du fleuve Mississippi et des terres des Indiens Illinois. En 1686, ils ont pris part avec le gouverneur de Denonville à l'expédition contre les Iroquois à Niagara. 
En 1692, Antoine fut chargé des troupes à Sault-Saint-Louis et a réussi à repousser une attaque de 800 Iroquois. En 1696, Thomas est mort, laissant un très bon souvenir pour ses qualités personnelles. Très proche du gouverneur de Callière, Antoine Crisafy a été nommé lieutenant du roi à Montréal en 1697 et, l'année suivante, est devenu un chevalier dans l'ordre de Saint-Louis. En 1699, il a été nommé lieutenant du roi à Québec. Il a épousé Marie-Claire, la fille de François-Madeleine-Fortuné Ruette d'Auteuil de Monceaux en 1700. Après la mort de François Provost, il est devenu gouverneur de Trois-Rivières. Crisafy décéda alors qu'il était toujours en fonction et il fut enterré le 6 mai 1709. Ni Antoine, ni Thomas ont eu des enfants et ils ne sont pas devenus citoyens français.